# Čudesni ulov ribe
Čudesni ulov ribe je događaj dviju evanđeoskih epizoda iz Isusova života, koje se često pojavljuju kao motiv u umjetnosti.
Oba čudesna ulova ribe su Isusova čuda i dogodila su se u različitim kontekstima, prije i poslije Isusova uskrsnuća. Prvi čudesni ulov ribe opisuje se u Evanđelju po Luki (Lk 5,1-11), zajedno s pozivom Petru, Jakovu i Ivanu da budu Isusovi apostoli ( „Odsada ćeš loviti ljude!” Lk 5,10); a drugi čudesni ulov ribe opisan je u Evanđelju po Ivanu (Iv 21,1-14), koji govori o 153 ribe i ukazuje na to da je apostol Ivan rekao Petru: ""Gospodin je! (Iv 21,7) ", prepoznavši uskrsnuloga Isusa. U ribolovu su bili "zajedno Šimun Petar, Toma zvani Blizanac, Natanael iz Kane Galilejske, zatim Zebedejevi i još druga dva njegova učenika." (Iv 21,2)
Obje epizode su se dogodile na Galilejskom jezeru. Apostoli su bezuspješno lovili ribu, dok ih Isus nije potaknuo da ponovno bace mreže, pokazujući vjeru u ono što im Isus kaže te su doživjeli čudesne ulove ribe.  